# كيري بيرك
كيري بيرك (بالإنجليزية: Sir Thomas Kerry Burke)‏ هو سياسي نيوزلندي، ولد في 24 مارس 1942 بكرايستشرش في نيوزيلندا. حزبياً، نشط في حزب العمال النيوزيلندي.

## مناصب
- انتخب West Coast (New Zealand electorate) [الإنجليزية]‏ عن دائرة Rangiora (New Zealand electorate) [الإنجليزية]‏.
- انتخب West Coast (New Zealand electorate) [الإنجليزية]‏.
- انتخب رئيس المجلس النيابي النيوزيلندي [الإنجليزية]‏ (1987 – 1990).
- انتخب عضو مجلس النواب نيوزيلندا.